# Zangeburg
Die Zangeburg, auch Sangschloss oder Sankt-Schloss genannt, ist eine Burgruine nahe dem Weiler Vockenweiler der Gemeinde Berg im Landkreis Ravensburg in Baden-Württemberg.

## Beschreibung
Die Höhenburg liegt auf einer zweihöckerigen, schmalen Höhenzunge auf 526,7 m ü. NN hoch über dem Sturmtobel des Schmalegger Tobels. Auf dem westlichen Höcker sind noch Reste des Fundaments der Zangeburg erhalten.

## Forschungsstand
Pfarrer Dr. Moritz Johner stieß im Zusammenhang mit Schenk Heinrich von Schmalegg auf einen Hermann von Zange. Laut seinen Nachforschungen ging am 3. März 1282 ein Hof in Atzenhofen aus dessen Besitz für 10½ Mark Silber an das Kloster Baindt über.
Nachforschungen von Matthäus Haag in Vockenweiler haben ergeben, dass sein 1842 erbauter Hof sowie ein 1870 errichteter Stadel des Hof Leser aus Steinen der Zangeburg errichtet wurden.
Zufällige Grabungen ergaben, dass eine heute von Feldern überdeckte Straße von der Zangeburg in Richtung Vockenweiler verlief.

### Urkundlich erwähnte Personen
- Werner von Zange: 30. Juli 1197[5], 29. Juni 1198[6]
- Hermann von Zange: 10. November 1279[7], 3. März 1282[2]
- Hugo von Zange: 13. Dezember 1282[8]

## Heutige Nutzung
Die Ruinen der Zangeburg liegen abgelegen in einem dicht bewaldeten Waldstück des Schmalegger Tobels. Auf dem ersten, westlichen, Höcker sind noch Mauerreste sichtbar.

## Bilder

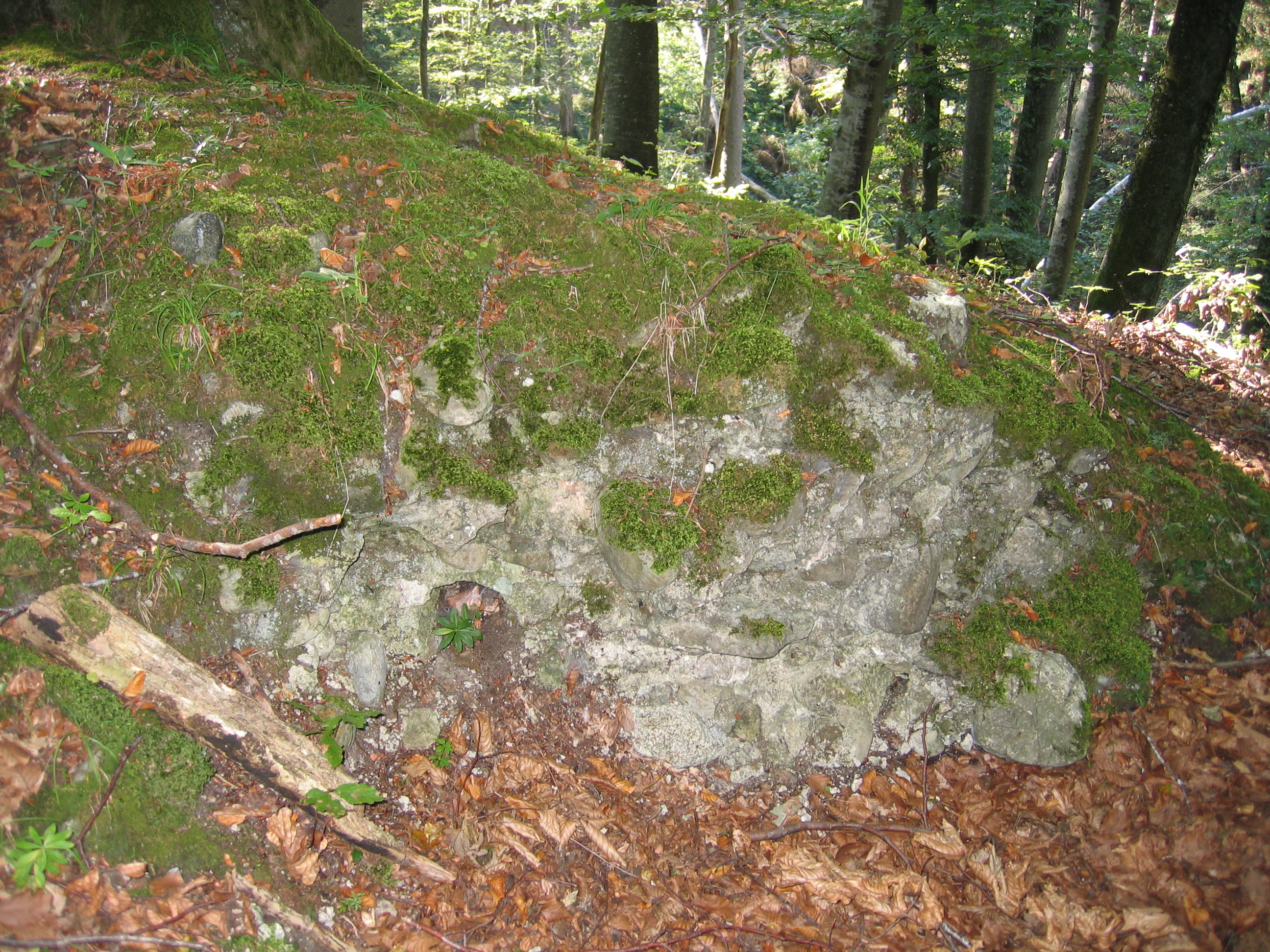
Mauerreste der Zangeburg
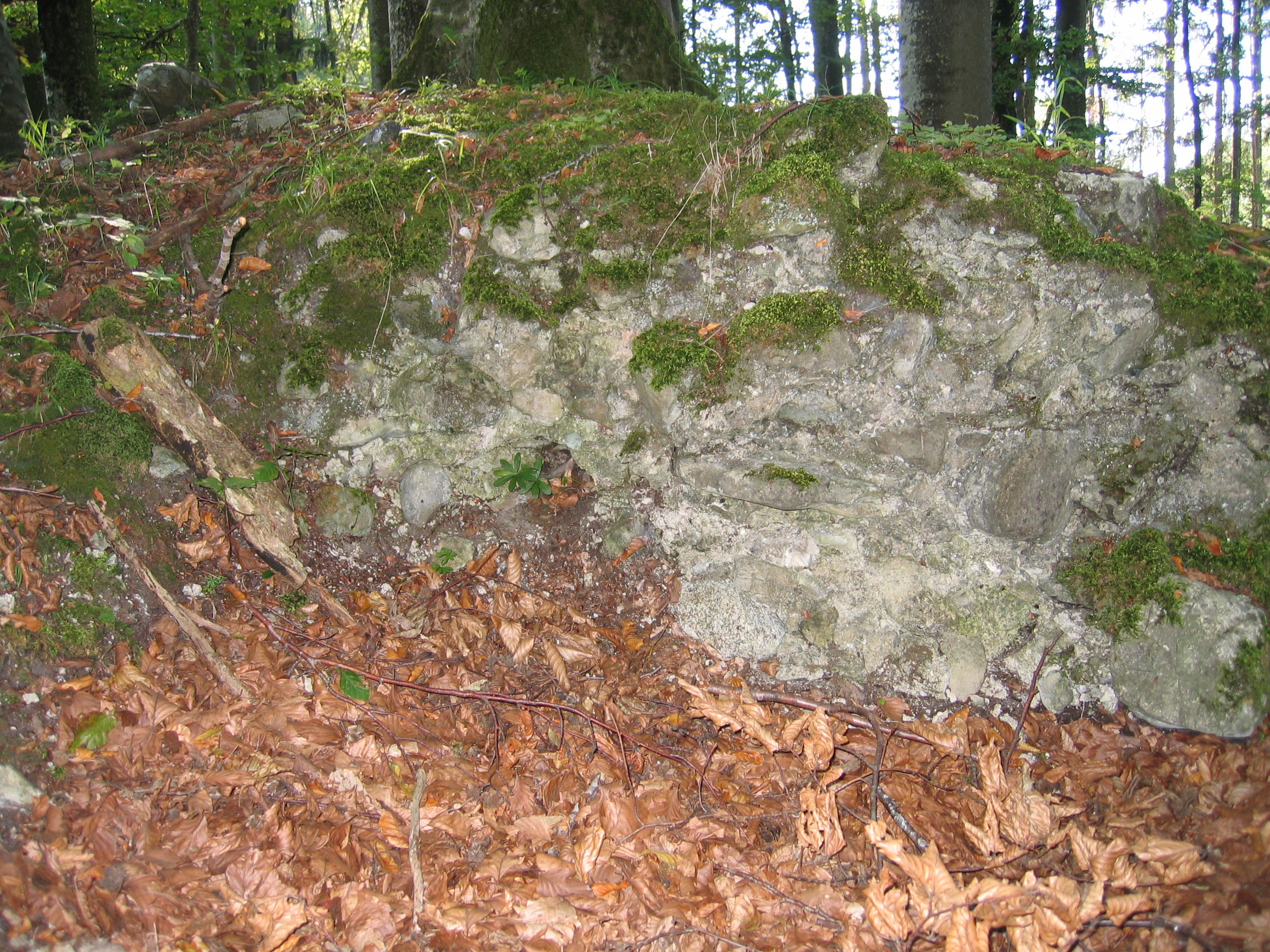
Andere Ansicht der Mauerreste